# 鐵氧體磁芯

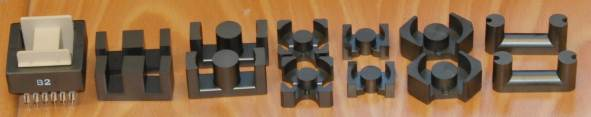
幾種不同的鐵芯

鐵氧體磁芯簡稱鐵芯，是由鐵氧體製成的磁芯，是变压器或是其他繞線元件（例如电感元件）的主要組成之一。鐵芯的特點是其高磁导率以及低電導率（避免渦電流）。鐵氧體在高頻時的損失較低，普遍的用在射頻變壓器、開關模式電源的电感元件、以及交流无线电接收机中的鐵芯環形天線。

## 鐵氧體
鐵氧體是过渡金属氧化物的陶瓷材料，具有亚铁磁性，但不導電。用在变压器或電磁鐵的鐵氧體多常是氧化鐵，也會含有镍、锌及／或锰的化合物。這種鐵氧體的矯頑力低，會稱為軟鐵氧體（soft ferrites），以和另一種矯頑力高，常用來製作鐵氧體磁鐵的硬鐵氧體（hard ferrites）區分。軟鐵氧體的矯頑力低，表示材料的磁化強度比較容易變換方向，散失的能量（遲滯現象）也比較少，而材料的高電阻率可以避免鐵芯中的渦電流（這是另一種能量損失的原因）。常見兩種軟鐵氧體有： 
- 錳鋅鐵氧體（MnZn，其化學式是MnaZn(1−a)Fe2O4），這種鐵氧體的磁导率較高，飽和感應（saturation induction）都較鎳鋅鐵氧體要高。
- 鎳鋅鐵氧體（NiZn，其化學式是NiaZn(1−a)Fe2O4），電阻率較錳鋅鐵氧體要高，比較適合用在頻率超過1 MHz的應用。

若是在5 MHz以下的應用，一般會選用錳鋅鐵氧體，若頻率更高，會選用鎳鋅鐵氧體。其中的例外是扼流圈，其考慮的頻率範圍是70 MHz以下或70 MHz以上。
任一種鐵氧體的混合物都是在最大可用頻率以及較高mu值之間的取拾，廠商會針對不同的應用產出各種的材料，可能是初始（低頻）電感量大的，或是低電壓，可用頻率較高的，或是抗干擾的鐵芯，頻率範圍廣，但其損失因子很高（品質因子Q很低）。
針對應用選擇適當的材料非常重要，像100 kHz開關模式電源用的鐵氧體（高電感，低損失，低頻率）就和射頻變壓器或鐵氧體棒形天線（高頻，低損失，低電感）不同，也和抗電磁干擾的磁珠（高損失，寬頻段）不同。

## 應用
鐵氧體磁芯的應用主要可分為兩種，其尺寸及工作頻率都不同：尺寸較小，頻率較高的信號變壓器，以及尺寸較大，頻率較低的功率變壓器。鐵氧體磁芯也可以依其形狀來分類，例如環狀鐵芯，殼形鐵芯或圓柱鐵芯。
功率變壓器用的鐵氧體磁芯其工作頻率較低（一般是1 to 200 kHz），尺寸多半較大，形狀可能是環狀、殼形，或是英文字母C、D、E的形狀。這類鐵芯用在許多的開關上，特別是1 W到1000 W的電源設備上，若功率再高，已超過單一鐵氧體磁芯的功率範圍，需要使用晶粒取向疊片鐵芯。
信號變壓器用的鐵氧體磁芯其工作頻率從1 kHz到數MHz（可能會到300 MHz），常應用在電子設備中，例如調幅廣播及射频识别標籤。

## 鐵氧體棒天線

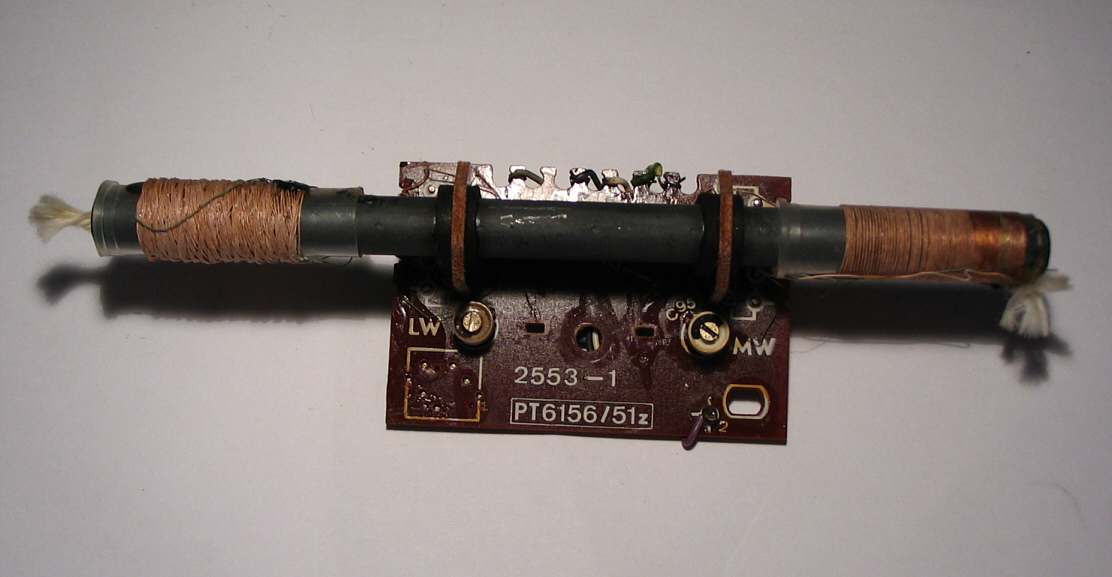
AM廣播的天線有二組繞組，一組針對長波接收，另一組針對中波（AM broadcast）接收。天線多半10公分長，多半藏在收音機接收器裡

鐵氧體棒天線（Ferrite rod aerials）屬於小磁環（small magnetic loop、SML）的天線，常用在AM廣播頻段的晶体管收音机裡，不過在1950年代的真空管收音機中已開始使用，也可以用在甚低频（VLF）收音機內，若使用適當的鐵氧體，有時針對大部份的短波也有很好的接收效果。鐵氧體棒天線是由鐵氧體棒和繞在上面的繞線組成（一般鐵氧體棒會比繞線長數英吋，但也有長超過一公尺的例子）。相較於空氣中的環形天線，磁芯可以集中電磁波的磁場，收到的信號會比較大，但其信號仍然比良好戶外電線天線的效果要差。
鐵氧體棒天線的名稱有loopstick antenna、ferrod、ferrite-rod antenna。而Ferroceptor是鐵氧體棒天線早期的備用名稱，飛利浦公司特別常用，而磁芯可以稱為是Ferroxcube棒（這是國巨在2000年從飛利浦購買的品牌）